# Biblia Latinoamericana
La Biblia Latinoamérica, más conocida como Biblia Latinoamericana, es una traducción católica de la Biblia al español realizada en Chile por un equipo dirigido por los sacerdotes Bernardo Hurault y Ramón Ricciardi.

## Historia
Bernardo Hurault comenzó a redactarla en Chile en 1960. La traducción se elaboró del hebreo antiguo y del griego koiné. Durante su preparación, Hurault incluyó en la versión sus propias homilías y cuestiones suscitadas en la congregación donde trabajaba. Se publicó en 1972. Posteriormente se han realizado nuevas ediciones que han corregido el texto bíblico, notas a pie de página e introducciones. 

## Características
La versión utiliza letras grandes para todo el texto del Nuevo Testamento y para un tercio del Antiguo Testamento. El resto del texto del Antiguo Testamento está impreso con letras más pequeñas. Las citas al Antiguo Testamento que aparecen en el Nuevo Testamento están señaladas con letras cursiva.
En la Biblia latinoamericana el Libro del Eclesiástico tiene el nombre de Sirácida. Las epístolas paulinas y las epístolas de los otros apóstoles son llamadas Cartas. 
El orden de los libros del Nuevo Testamento, es el mismo del canon bíblico católico. En cuanto al orden de los libros del Antiguo Testamento, la Biblia latinoamericana adoptó el de la Biblia hebrea: Torah, Nevi'im (Profetas) y Ketuvim (Escritos). Las excepciones al orden de la Biblia hebrea son:
- Ubicación de los libros de Daniel, Esdras, Nehemías, Crónicas y Macabeos dentro de los Nevi'im, según el orden de la Biblia griega.
- Colocación de los libros deuterocanónicos de Tobías, Judit, Baruc, Sabiduría y Sirac dentro de los Ketuvim, a continuación de los escritos sapienciales más antiguos.
- El libro de los Salmos ocupa el último lugar del Antiguo Testamento.

| Biblia judía (24 libros)            | Antiguo Testamento Biblia latinoamericana (46 libros) | Antiguo Testamento Iglesia católica (46 libros) |
| ----------------------------------- | ----------------------------------------------------- | ----------------------------------------------- |
| Torah o Pentateuco                  |                                                       |                                                 |
| Génesis                             | Génesis                                               | Génesis                                         |
| Éxodo                               | Éxodo                                                 | Éxodo                                           |
| Levítico                            | Levítico                                              | Levítico                                        |
| Números                             | Números                                               | Números                                         |
| Deuteronomio                        | Deuteronomio                                          | Deuteronomio                                    |
| Nevi'im o Profetas                  | Libros históricos                                     | Libros históricos                               |
| Josué                               | Josué                                                 | Josué                                           |
| Jueces                              | Jueces                                                | Jueces                                          |
| ver abajo                           | ver abajo                                             | Rut                                             |
| Samuel                              | I Samuel                                              | I Samuel                                        |
| Samuel                              | II Samuel                                             | II Samuel                                       |
| Reyes                               | I Reyes                                               | I Reyes                                         |
| Reyes                               | II Reyes                                              | II Reyes                                        |
| ver abajo                           | I Crónicas                                            | I Crónicas                                      |
| ver abajo                           | II Crónicas                                           | II Crónicas                                     |
| ver abajo                           | Esdras                                                | Esdras                                          |
| ver abajo                           | Nehemías                                              | Nehemías                                        |
|                                     | ver abajo                                             | Tobías                                          |
| ver abajo                           | Judit                                                 |                                                 |
| ver abajo                           | ver abajo                                             | Ester                                           |
|                                     | I Macabeos                                            | I Macabeos                                      |
| II Macabeos                         | II Macabeos                                           |                                                 |
|                                     |                                                       | Libros sapienciales                             |
| ver abajo                           | ver abajo                                             | Job                                             |
| ver abajo                           | ver abajo                                             | Salmos                                          |
| ver abajo                           | ver abajo                                             | Proverbios                                      |
| ver abajo                           | ver abajo                                             | Eclesiastés                                     |
| ver abajo                           | ver abajo                                             | Cantar de los Cantares                          |
|                                     | ver abajo                                             | Sabiduría                                       |
| ver abajo                           | Eclesiástico                                          |                                                 |
|                                     | Profetas mayores                                      |                                                 |
| Isaías                              | Isaías                                                | Isaías                                          |
| Jeremías                            | Jeremías                                              | Jeremías                                        |
| ver abajo                           | ver abajo                                             | Lamentaciones                                   |
|                                     | ver abajo                                             | Baruc                                           |
| Ezequiel                            | Ezequiel                                              | Ezequiel                                        |
| ver abajo                           | ver abajo                                             | Daniel                                          |
|                                     | Profetas menores                                      |                                                 |
| Los Doce                            | Oseas                                                 | Oseas                                           |
| Los Doce                            | Joel                                                  | Joel                                            |
| Los Doce                            | Amós                                                  | Amós                                            |
| Los Doce                            | Abdías                                                | Abdías                                          |
| Los Doce                            | Jonás                                                 | Jonás                                           |
| Los Doce                            | Miqueas                                               | Miqueas                                         |
| Los Doce                            | Nahúm                                                 | Nahúm                                           |
| Los Doce                            | Habacuc                                               | Habacuc                                         |
| Los Doce                            | Sofonías                                              | Sofonías                                        |
| Los Doce                            | Ageo                                                  | Hageo                                           |
| Los Doce                            | Zacarías                                              | Zacarías                                        |
| Los Doce                            | Malaquías                                             | Malaquías                                       |
| ver abajo                           | Daniel                                                | ver arriba                                      |
| Ketuvim o los Escritos              |                                                       |                                                 |
| Salmos                              | ver abajo                                             | ver arriba                                      |
| Proverbios                          | ver abajo                                             | ver arriba                                      |
| Job                                 | Job                                                   | ver arriba                                      |
| ver arriba                          | Proverbios                                            | ver arriba                                      |
| ver abajo                           | Eclesiastés                                           | ver arriba                                      |
| Cantar de los Cantares              | Cantar de los Cantares                                | ver arriba                                      |
| Rut                                 | Rut                                                   | ver arriba                                      |
| Lamentaciones                       | Lamentaciones                                         | ver arriba                                      |
| Eclesiastés                         | ver arriba                                            | ver arriba                                      |
| Ester                               | Ester                                                 | ver arriba                                      |
|                                     | Tobías                                                | ver arriba                                      |
| Judit                               | ver arriba                                            |                                                 |
| Baruc                               | ver arriba                                            |                                                 |
| Sabiduría                           | ver arriba                                            |                                                 |
| Sirácida (Eclesiástico)             | ver arriba                                            |                                                 |
| ver arriba                          | Salmos                                                | ver arriba                                      |
| Daniel                              | ver arriba                                            | ver arriba                                      |
| Esdras (incluye Nehemías)           | ver arriba                                            | ver arriba                                      |
| Crónicas (I Crónicas y II Crónicas) | ver arriba                                            | ver arriba                                      |

## La Biblia Latinoamérica
La Biblia Latinoamérica es una revisión de la Biblia latinoamericana hecha en 2004. Fue publicada por las editoriales españolas San Pablo y Verbo Divino. El imprimátur fue dado el 3 de mayo de 2004 por el cardenal hondureño Óscar Andrés Rodríguez Maradiaga y el obispo de Comayagua Roberto Camilleri Azzopardi. Tiene una edición en letra grande, otra en formato de bolsillo y una edición llamada «Formadores» para líderes católicos.

## Críticas
Las críticas negativas hechas a esta versión por lo general se basan en que el texto, notas, fotografías e introducciones de algunas de sus ediciones fueron influidas por la teología de la liberación. Los que están a favor del uso de esta versión suelen argumentar que el lenguaje simple de la misma facilita algunas labores catequéticas y de evangelización.
El 30 de octubre de 1976 salió una «declaración sobre la llamada Biblia Latinoamérica» hecha por la Conferencia Episcopal Argentina (CEA). La CEA consideró que el texto y traducción de la Biblia latinoamericana «es sustancialmente fiel, a pesar de algunas objeciones que podrían hacérsele». En cambio la CEA veía que varias de las notas e introducciones eran «ambiguas, no estaban exentas de peligros y, algunas, referidas especialmente a la Iglesia, por su carácter desorientador, son ciertamente inaceptables». Al menos dos de las ilustraciones de la Biblia latinoamericana recibieron también un comentario de desaprobación por parte de la CEA. Finalmente la CEA pidió la edición de un suplemento obligatorio para Argentina que permitiría un mejor manejo de la versión. El suplemento que debía acompañar a la Biblia latinoamericana se publicó en 1978. La Conferencia Episcopal Argentina señaló a los católicos argentinos que la Biblia latinoamericana no era apta para la liturgia.
En 1977, la Congregación para la Doctrina de la Fe concluyó que la Biblia latinoamericana era fiel en la traducción de los textos originales, pero sus notas e introducciones presentaban imprecisiones y ambigüedades que debían ser eliminadas o aclaradas por la Jerarquía de la Iglesia en Argentina. Algunas fotos debían ser eliminadas por ser consideradas tendenciosas.
En ediciones posteriores de la Biblia latinoamericana se han corregido o eliminado varios de los textos, notas y fotos considerados controversiales. Sin embargo hay católicos que todavía ven con recelo a la Biblia latinoamericana y no recomiendan su lectura.
Quienes están a favor de la Biblia latinoamericana alegan que tiene un lenguaje fácil de comprender y está orientada al servicio pastoral. Opinan que sus notas relacionan el texto bíblico con la realidad social que vive Latinoamérica y mantienen que muchos católicos la usan en los grupos bíblicos, reuniones de oración, grupos de reflexión y revisión de vida.